# Ragnar Hult

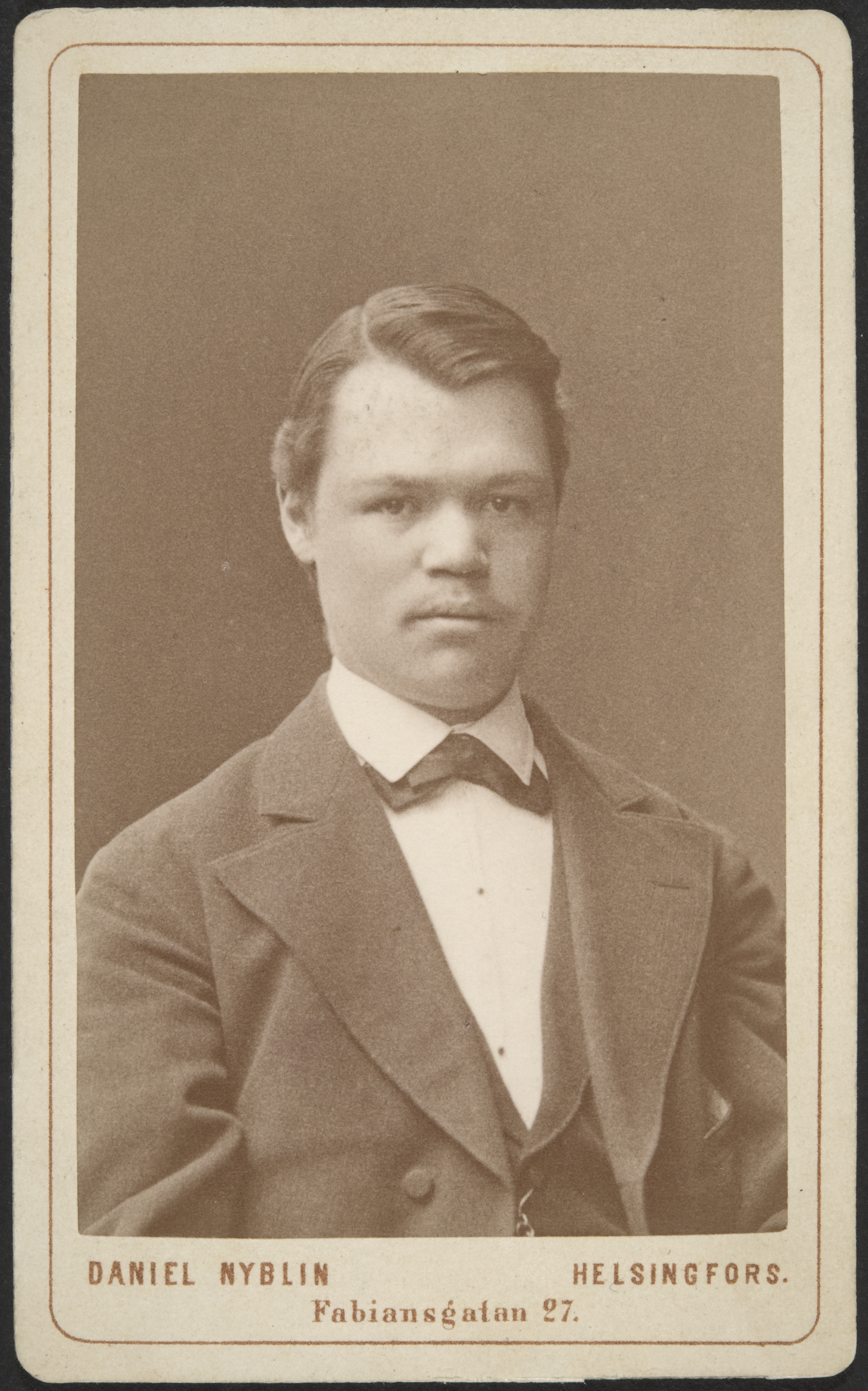
Ragnar Hult in den frühen 1880en Jahren.

Ragnar Hult (* 4. März 1857 in Fiskars, Finnland; † 25. September 1899 in Helsinki) war ein finnischer Vegetationskundler, Geograf und Universitätsprofessor.

## Leben
Hult wurde nach seinem Studium Professor für Vegetationskunde und Geografie an der Universität Helsinki.
Er war einer der Wegbereiter der modernen Pflanzensoziologie, wobei er bei seinem methodischen Vorgehen vor allem der Physiognomie eines Pflanzenbestandes eine Bedeutung beimaß. Seine Vorstellungen fanden vor allem in Nordeuropa Anhänger und so wird er auch als „Vater der Uppsala-Schule“ in der Vegetationskunde bezeichnet.
Ragnar Hult hat gemeinsam mit Rutger Sernander eine Schätzskala für die Aufnahme von Pflanzengesellschaften vorgestellt, die als einzige neben der Abundanz-Dominanz-Skala nach Braun-Blanquet eine Bedeutung in der vegetationskundlichen Forschung fand. Die so genannte Hult-Sernander-Skala, die eine Dominanz-Skala darstellt, wird vor allem in Nordeuropa noch benutzt.
Hult veröffentlichte 1881 eine umfassende Studie zur Sukzession in einem bestimmten Gebiet und konnte dabei zeigen, dass diese mit einer vergleichsweise großen Zahl verschiedener Pioniergesellschaften beginnt, um dann in der späteren stabilen Phase nur noch eine geringe Zahl von Pflanzengemeinschaften zu münden.
Als Geograf veröffentlichte er mehrere Karten und Lehrbücher zur Geografie und erhielt 1898 ein Stipendium für eine geografisch-geologische Erforschungsreise nach Spanien und Mittelamerika. Infolge einer Krankheit kehrte er 1899 aus Spanien nach Finnland zurück, wo er noch im selben Jahr starb.
Ein Schüler Hults war Aimo Kaarlo Cajander, der die vegetationskundlichen Methoden Hults vor allem für die Beschreibung und Klassifikation der nordischen Waldgesellschaften weiterentwickelt hat.

## Ausgewählte Werke
- (1881): Försök bis analytisk behandling af växtformationerna (Versuch einer analytischen Behandlung der Pflanzengesellschaften). Meddelanden af Societas pro Fauna et Flora Fennica, 8: 1–155. Dissertation: Universität Helsinki.
- (1883): Finlands gräns mot Norge mellan Enare och Varangerfjord. Helsingfors: Dagblads tryckeri.
- (1894): Grunddragen af den allmänna geografin. Bd. 1: Matematisk geografi och klimatografi. 215 S. Helsingfors :Weilin & Göös.
- (1896): Finlands geografi i korthet framställd. 112 S. Helsingfors: Söderström.
- (1898): Geografiska iakttagelser. Några anvisningar för exkurrenter och amatörer. Geografiska Foreningens Tidskrift 10, S. 182–303.